# Kupfer(I)-acetylid
Kupfer(I)-acetylid ist eine salzartige, metallorganische Verbindung, die nur aus den Elementen Kupfer und Kohlenstoff besteht. Kupferacetylid kommt in zwei Formen vor, die sich in der Oxidationsstufe des Kupfers unterscheiden. Dieser Artikel behandelt das wesentlich bekanntere Kupfer(I)-acetylid mit der Summenformel Cu2C2. Es gibt allerdings auch ein Kupfer(II)-acetylid (Summenformel [CuC2]n, CAS-Nr. 12540-13-5), welches in polymerer Form vorliegt und in der Literatur vergleichsweise selten erwähnt wird.

## Darstellung
Kupfer(I)-acetylid kann durch Einleiten von Ethin in eine ammoniakalische Kupfer(I)-Salzlösung (z. B. Kupfer(I)-chlorid) dargestellt werden. Es ist wichtig, dass in der Lösung nur einwertige Kupfersalze enthalten sind, damit sich kein Kupfer(II)-acetylid bildet, welches um einiges instabiler ist. Nach dem Einleiten des Ethins fällt sofort Kupfer(I)-acetylid-hydrat als feiner rotbrauner Niederschlag aus.
{\displaystyle \mathrm {C_{2}H_{2}+2\ CuCl+H_{2}O\longrightarrow Cu_{2}C_{2}\cdot H_{2}O\downarrow \ +2\ HCl} }
Wasserfreies Kupfer(I)-acetylid kann durch Reaktion von Kupfer(I)-iodid mit Kaliumhydrogenacetylid  in flüssigem Ammoniak bei −70 °C gewonnen werden.
{\displaystyle \mathrm {2\ CuI+KHC_{2}+NH_{3}\longrightarrow Cu_{2}C_{2}+KI+NH_{4}I} }

## Eigenschaften und Gefahren
Kupfer(I)-acetylid-hydrat ist ein braunrot gefärbtes Pulver. Es ist unlöslich in Wasser, löslich in Salzsäure und Kaliumcyanid-Lösung. Beim Erwärmen mit Salzsäure zerfällt das feuchte, frisch bereitete Kupfer(I)-acetylid-hydrat in Ethin und Kupfer(I)-chlorid (daneben entsteht ein wenig Vinylchlorid). Wasserfreies Kupfer(I)-acetylid zeigt gegenüber dem aus wässrigen Systemen dargestellten Hydrat bei Erschütterung oder Berührung mit scharfkantigen Gegenständen eine erheblich gesteigerte Explosivität. An der Luft erfolgt Oxidation zu Kupfer(I)-oxid, Kohlenstoff und Wasser unter Farbänderung nach Dunkelbraun.
Kupferacetylid bildet hochexplosive Kristalle. Für mit Acetylen in Berührung kommende Teile und Sicherheitseinrichtungen schreiben die Technischen Regeln für Acetylenanlagen und Calciumcarbidlager (TRAC 207, Ausgabe August 1978, BArbBl. 1/1979 S. 91; 7–8/1979; 10/1990 S. 65; 8/1999 S. 94; 01.01.2013 aufgehoben) vor, dass diese nicht mehr als 70 % Kupfer enthalten dürfen, da sich ansonsten Kupferacetylid bilden kann. In feuchtem Zustand ist Kupfer(I)-acetylid stabil und kann gefahrlos gehandhabt werden. In trockenem Zustand ist es jedoch äußerst schlagempfindlich und kann bereits durch Reibung zur Explosion gebracht werden. Die Reibempfindlichkeit liegt bei 0,1 N.
Kupferacetylid gehört zu den Carbiden. Da sich das Carbid-Ion [C≡C]2− formal vom Ethin (Acetylen) ableiten lässt, zählt man es zu einer Untergruppe der Carbide, nämlich zu den Acetyliden
Wichtige Hinweise zu aktuell gültigen Rechtslage:
1. Aktuell gelten für die Gefährdungsbeurteilung mit Vermutungswirkung zur Einhaltung des Standes der Technik (§ 2 (15) GefStoffV) die Technische Regeln für Gefahrstoffe TRGS 407 (Tätigkeiten mit Gasen, Abschnitt 3.2.6 und Anhang 4, Ausgabe: Februar 2016, GMBl. 2016, S. 328–364 [Nr. 12–17], vom 26. April 2016, geändert und ergänzt: GMBl. 2016, S. 880 [Nr. 44], vom 26. Oktober 2016).
2. Vergleichbare Risiken bestehen bei der Verwendung von Silberlot zum Verbinden von kupferhaltigen Anlagenkomponenten mit Acetylen in diesem Zusammenhang, da Acetylen im Zusammenhang mit Silber vergleichbar zum Kupfer in der Lage ist, Silberacetylid bilden zu können! Silberacetylid ist schlagempfindlich und reagiert detonativ als  hochbrisanter „Initialsprengstoff“.

## Verwendung
- Als Katalysator in der Acetylen-Chemie
- In Sprengkapseln zum Detonieren von Hauptladungen (Initialsprengstoff)